# Världsmästerskapen i terränglöpning 2023
Världsmästerskapen i terränglöpning 2023 arrangerades den 18 februari 2023 i Bathurst i Australien. Det var  den 44:e upplagan av världsmästerskapen i terränglöpning. Tävlingarna avgörs på Mount Panorama Motor Racing Circuit.
I december 2020 blev mästerskapet framflyttat från 2021 till 2022 på grund av covid-19-pandemin och i september 2021 blev mästerskapet på nytt framflyttat till 2023.

## Medaljörer
| Gren           | Guld | Guld  | Silver | Silver | Brons | Brons |
| Individuellt   | |       | |        | |       |
| Senior, herrar | Jacob Kiplimo Uganda | 29.17 | Berihu Aregawi Etiopien | 29.26  | Joshua Cheptegei Uganda | 29.37 |
| Senior, damer  | Beatrice Chebet Kenya | 33.48 | Tsigie Gebreselama Etiopien | 33.56  | Agnes Jebet Ngetich Kenya | 34.00 |
| Junior, herrar | Ishmael Kipkurui Kenya | 24.29 | Reynold Kipkorir Cheruiyot Kenya | 24.30  | Boki Diriba Etiopien | 24.31 |
| Junior, damer  | Senayet Getachew Etiopien | 20.53 | Medine Eisa Etiopien | 21.00  | Pamela Kosgei Kenya | 21.01 |
| Lag            | |       | |        | |       |
| Senior, herrar | Kenya- Geoffrey Kamworor (4) - Kibiwott Kandie (5) - Daniel Ebenyo (6) - Sabastian Sawe (7) - Nicholas Kipkorir (13) - Emmanuel Kiprop Kipruto (19)   | 22    | Etiopien- Berihu Aregawi (2) - Hailemariyam Amare (9) - Mogos Tuemay (10) - Chimdessa Debele (11) - Selemon Barega (12) - Getaneh Molla (14) | 32     | Uganda- Jacob Kiplimo (1) - Joshua Cheptegei (3) - Rogers Kibet (15) - Martin Kiprotich (18) - Issac Kibet (24) - Samuel Kibet (30)                     | 37    |
| Senior, damer  | Kenya- Beatrice Chebet (1) - Agnes Jebet Ngetich (3) - Grace Loibach Nawowuna (4) - Edinah Jebitok (8) - Emily Chebet (9) - Cintia Chepngeno (DNF)    | 16    | Etiopien- Tsigie Gebreselama (2) - Fotyen Tesfay (5) - Hawi Feysa (6) - Gete Alemayehu (12) - Wede Kefale (15) - Letesenbet Gidey (DQ)       | 25     | Uganda- Prisca Chesang (7) - Stella Chesang (10) - Doreen Chesang (11) - Annet Chemengich Chelengat (13) - Rispa Cherop (26) - Mercyline Chelengat (32) | 41    |
| Junior, herrar | Kenya- Ishmael Kipkurui (1) - Reynold Kipkorir Cheruiyot (2) - Dennis Mutuku (9) - Daniel Kinyanjui (10) - Charles Rotich (12) - Dennis Kipkurui (14) | 22    | Etiopien- Boki Diriba (3) - Bereket Zekele (5) - Abel Bekele (7) - Bereket Nega (8) - Kuma Girma (13) - Yismaw Dillu (15)                    | 23     | USA- Emilio Young (16) - Marco Langon (19) - Max Sannes (21) - Kole Mathison (25) - Micah Wilson (27) - Evan Jenkins (53)                               | 81    |
| Junior, damer  | Etiopien- Senayet Getachew (1) - Medina Eisa (2) - Lemlem Nibret (5) - Meseret Yeshaneh (7)                                                           | 15    | Kenya- Pamela Kosgei (3) - Faith Cherotich (4) - Joyline Chepkemoi (6) - Diana Chepkemoi (9)                                                 | 22     | USA- Ellie Shea (10) - Irene Riggs (12) - Karrie Baloga (13) - Zariel Macchia (19)                                                                      | 54    |
| Stafett        | |       | |        | |       |
| Mixstafett     | Kenya- Emmanuel Wanyonyi - Mirriam Cherop - Kyumbe Munguti - Brenda Chebet                                                                            | 23.14 | Etiopien- Adehena Kasaye - Hawi Abera - Getnet Wale - Birke Haylom                                                                           | 23.21  | Australien- Oliver Hoare - Jessica Hull - Stewart McSweyn - Abbey Caldwell                                                                              | 23.26 |